# Michael Lane (Ingenieur)

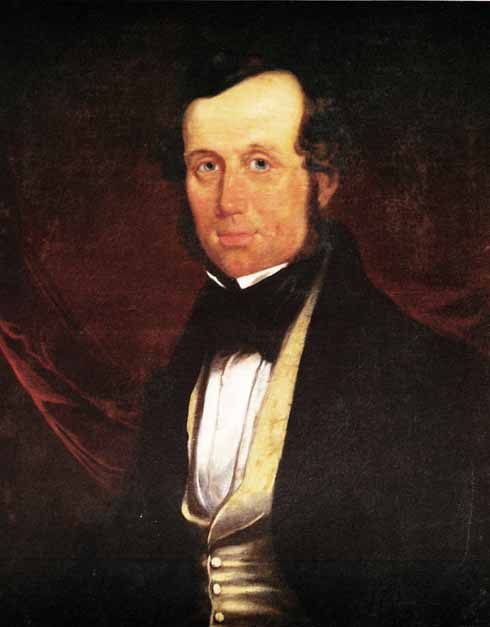
Michael Lane

Michael Lane (* 26. Oktober 1802 in Shadwell; † 27. Februar 1868) war ein britischer Bauingenieur. Er arbeitete mit Sir Marc Brunel und dessen Sohn Isambard Kingdom Brunel an verschiedenen Projekten. In seinen letzten acht Lebensjahren war er Chefingenieur der Great Western Railway (GWR).

## Biographie
Michael Lane begann seine Karriere unter Marc und Isambard Brunel im Jahre 1825 an dem Bau des Themsetunnels in Wapping. Das Projekt kostete ihn fast sein Leben, als der Tunnel im Mai 1827 plötzlich undicht und überschwemmt wurde. Nach einem von Isambard Brunels Sohn veröffentlichten Bericht entwickelte sich Michael Lane aufgrund seiner Führungseigenschaften und Handwerkskunst vom Maurerpolier zu einem der vertrauenswürdigsten Assistenten Isambards.
Wegen seiner Erfahrung im Tunnelbau wurde er 1830–32 beauftragt, den Beaminster-Tunnel in Dorset zu bauen. Lane arbeitete 1832–34 als Verbindungsingenieur an Isambard Brunels Bristol Docks. Später begleitete er Brunel zu den Monkwearmouth Docks in Sunderland und arbeitete dort bis Dezember 1840. Dort heiratete er Mitte der 1830er Jahre Maria McSweeney, mit der er 1836 eine Tochter hatte. Der Druck der Arbeit an der Great Western Railway zwang Brunel, die Arbeit an den Monkwearmouth Docks im September 1838 zu beenden. Er bat Michael Lane, mit ihm am GWR in Bath zu arbeiten. Michael Lane heiratete dort seine zweite Frau Jane Harris und hatte mit ihr zehn Kinder.
Lane blieb nicht lange in Bath. Im April 1839 baten ihn die Direktoren von Monkwearmouth, auf seinen Posten im Norden zurückzukehren. Brunel widerstrebte und drängte die Direktoren, sich um Lane zu kümmern. Spur kehrte im Januar 1841 zur GWR  zurück, um als Assistent des Verbindungsingenieurs des westlichen Abschnitts der Eisenbahn zu arbeiten. Er zog 1842 in die Hull Docks, wo er als Verbindungsingenieur arbeitete, bevor er im August 1845 an die GWR wechselte. Dort blieb er vierzehn Jahren in verschiedenen Positionen.
Nach der Pensionierung von Brunels Nachfolger T. H. Bertram wurde Michael Lane 1860 Chefingenieur der GWR und behielt den Posten bis zu seinem Tod im Jahre 1868 bei. Seine letzten Jahre waren durch die Bright’schen Krankheit beeinträchtigt, eine entzündliche Erkrankung der Niere. Er wurde nach seinem Tod auf der Kensal Green Cemetery in London begraben.